# Вулиця Центральна (Слов'янськ)
Вулиця Центральна (колишня Катеринославська вул., Карла Маркса (1924 — 19 лютого 2016 р.)) — центральна вулиця Слов'янська. До 19 лютого 2016 року вулиця називалась на честь Карла Маркса, а до цього — вулиця Катеринославська. Починається від перехрестя з вулицею Вчительською: північна сторона вулиці парна, південна — непарна. Перетинається з вулицею Поштовою, Свободи, Василівською та Шовковичною. До неї приєднується вулиця Банківська.

## Історія
Центральна вулиця міста виникла у ХІХ столітті разом з Університетською та Поштовою як вулиця Карякінська, згодом — Катеринославська. Вулиця розпочиналась від Тургенєвської, проходила на півдні Соборної площі, а потім закінчувалася біля сучасної площі Захисників України. Вулиця була брукована у 1912 році. З 1924 року — вулиця Карла Маркса. З 1940-х років вулицю реконструювали, а саме: багато особняків ХІХ століття було знесено, а на їх місці збудовано типові п'ятиповерхівки, вулицю заасфальтували, та продовжили як міський бульвар (разом з Вокзальною) до залізничної станції Слов'янськ. 19 лютого 2016 року вулиця отримала нову назву — Центральна.

## Забудова
Центральна починається від Слов'янського енергобудівного коледжу, проходить через центр міста, і ,після залізничної платформи Слов'янськ-Гілка, стає вулицею Вокзальною. Довжина — 2.4 км. Коли зливається з Банківською, стає двостороння. На вулиці оселялося найбагатше міщанство та купецтво міста. Купці будували свої особняки та крамниці, тут з'явилася перша міська ратуша тощо.

### Пам'ятки архітектури
- № 3а — садиба побудована на початку ХХ століття Азадянцевим. 1910 року тут відкрили відділення банку. Потім — міщанська управа. Зараз управління Державної казначейської служби України у Слов'янську
- № 3в — будинок купчині Кошелевої. Побудований в 1910 році.
- № 32 — особняк середини XIX століття графа Олександра Рибопьєра. Пізніше будинок належав Вірі Ісаївні Рабинович, господарці 3-ох соляних заводів, які варили сіль до 1918 року.
- № 46 — будівля колишньої контори Слов'янської міської товарної станції. Споруда 1900 року.

Окрім цього, на вулиці збереглося багато старовинної забудови.